# 卡扎茨
卡扎茨（法語：Cazats，法語發音：[kazats]）是法国吉伦特省的一个市镇，属于朗贡区。

## 地理
卡扎茨（44°28'18"N, 0°12'28"W）面积7.48 平方千米，位于法国新阿基坦大区吉倫特省，该省份为法国西南部沿海省份，是法國本土面积最大的省，北起滨海夏朗德省，西临大西洋，南至朗德省，东南接洛特-加龍省，东临多爾多涅省。
与卡扎茨接壤的市镇（或旧市镇、城区）包括：布鲁凯朗、欧比亚克、巴扎斯、夸梅尔、马泽尔。

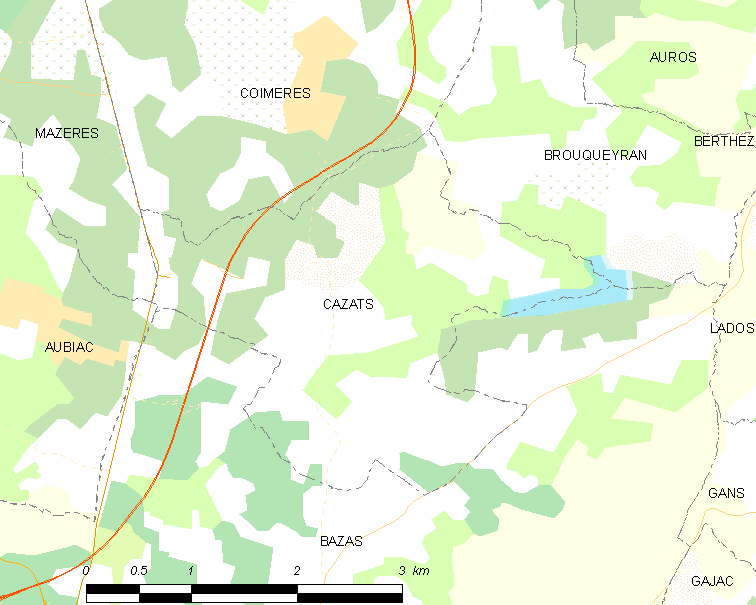
卡扎茨的OSM定位图

卡扎茨的时区为UTC+01:00、UTC+02:00（夏令时）。

## 行政
卡扎茨的邮政编码为33430，INSEE市镇编码为33116。

## 政治
卡扎茨所属的省级选区为南吉伦特县。

## 人口

1962-2008年间卡扎茨人口变化图示

卡扎茨于2022年1月1日时的人口数量为402人。